# Aichryson parlatorei
Aichryson parlatorei là một loài thực vật có hoa trong họ Crassulaceae. Loài này được Bolle miêu tả khoa học đầu tiên năm 1859.